# Washoe City
Washoe City é uma cidade fantasma no condado de Washoe, estado do Nevada, nos Estados Unidos. Próximo da velha  vila fica uma nova comunidade chamada  New Washoe City, em homenagem à antiga vila.

## História
Washoe City foi fundada em  1861  com campo madeireiro para a cidade de Virginia City e foi mesmo levada à sede do condado de Washoe naquele mesmo ano.Passados uns anos depois a população rondaria os 5.000 habitantes, dos quais apenas metade seriam permanentes. Depois do caminho de ferro  Virginia and Truckee Railroad estar terminado, Washoe perdeu a sua importância.Em 1871, a vila sofreu um novo golpe, quando a sede do condado foi mudada para Reno e assim em 1880, apenas 200 pessoas viviam na localidade. Nos inícios do século XX, Washoe City estava fantasma e abandonada. Na atualidade,muitos dos edifícios originais permanecem em pé.